# オウエン・テューダー
サー・オウエン・テューダー（Sir Owen Tudor, ウェールズ語：Owain Tudur, 1400年頃 - 1461年2月2日）は、イングランドの騎士。イングランド王家となったテューダー家の祖。メレディス・アプ・テューダーの子でエドマンド・テューダーとジャスパー・テューダーの父、イングランド王ヘンリー7世の祖父。

## ウェールズ人の系譜
テューダー家はウェールズ出身で、その祖はグウィネズ王サウェリン・アプ・イオルウェスとその息子ダヴィッズ・アプ・サウェリンの部下として戦った戦士エドナヴェッド・ヴァハン（1246年没）である。オウエン・テューダーはエドナヴェッド・ヴァハンの男系の昆孫にあたる。

## 生涯
テューダー家はオワイン・グリンドゥール（父の従弟）が起こした反乱に一族を挙げて加担したため没落、オウエンはロンドンへ移住した父メレディスの尽力で王宮への出仕を許された。
初め宮廷の雑用係だったが、百年戦争における1415年のアジャンクールの戦いに参加し、その戦功によりイングランド王ヘンリー5世から従騎士（騎士の従者）に任命され、ささやかながら出世を果たした。
1422年のヘンリー5世亡き後も王宮に留まり、未亡人でヘンリー6世の母后キャサリン・オブ・ヴァロワの納戸係秘書官として翌1423年頃から仕えていたが、1424年から事実上の婚姻関係を結んだとされ、1430年に誕生した長男エドマンドをはじめ2人の間に3子（または4子）が生まれた。若くして未亡人となったキャサリン王太后は、枢密院の許可がない限り再婚が認められておらず、1437年に38歳で没するまで2人の結婚が正式な手続きに於いて認められることはなかった。この頃、オウエン・テューダーは、祖父テューダー・アプ・ゴロヌイの名から、英語風に「テューダー」を家名とした。
キャサリン王妃の死後オウエンの立場も危うくなり、密通の罪で投獄されたが、1439年から1440年の間に釈放された。その後は王室府官吏に取り立てられ、長男エドマンドおよび次男ジャスパーの兄弟と、異父兄（ヘンリー5世の子、当時の正規の王統）であるヘンリー6世との仲は良く、世間の暗黙の了解の上での（事実上）公認の弟となり、1452年にエドマンドをリッチモンド伯（イングランド）、ジャスパーをペンブルック伯（ウェールズ）に叙爵した。テューダー家の末裔がウェールズに戻ったことに、ウェールズの民は歓喜した。こうしてテューダー家は一転して王室の庇護を受ける上級貴族にのし上がった。
その結果、長男エドマンドは、1455年にサマセット公ジョンの唯一の嫡出子マーガレット・ボーフォートと結婚した。マーガレットはランカスター家の血を引いており、2人の子であるリッチモンド伯ヘンリー・テューダーは傍系ながら王位継承権を持つこととなった（後のイングランド王ヘンリー7世）。
薔薇戦争ではヘンリー5世やヘンリー6世の属するランカスター派の一員としてウェールズの軍勢を率いたが、1461年にモーティマーズ・クロスの戦いでヨーク派のマーチ伯エドワード（後のエドワード4世）に敗れて捕らえられ、後に処刑された。なお、共に参戦していた次男ジャスパーはこの戦場を離脱することに成功した。

## イングランド王への系譜
ヘンリー6世が崩御し、その王太子エドワードも1471年にヨーク派に敗れて敗死すると、オウエンの孫であるヘンリーは、ランカスター家の最後の男子となった。ヘンリーはウェールズのペンブローク城で育ったが、13歳の時に再会した伯父のジャスパーが、ヘンリーをブルターニュ公国へ逃れさせ、捲土重来を期した。
反リチャード3世の受け皿として勢力を拡大し、最終的に1485年8月22日のボズワースの戦いで勝利して、テューダー朝を開闢した。こうしてオウエンとキャサリン王妃の結婚から、ウェールズの血を引くイングランド王「ヘンリー7世」が誕生することとなった。ウェールズの人々は、ヘンリーにアーサー王を重ねて歓喜した。
キャサリンの墓には「ヘンリー5世の未亡人」であることしか書かれていなかったが、孫のヘンリー7世により、自身の出自を明確にする意図から「オウエン・テューダーと結婚」した旨が追記された。これ以降、キャサリンとオウエンの結婚は公認のものとなった。

## 子女
キャサリンとオウエンには3子、または4子（3男1女）があったとされる。
- エドマンド（1430年 - 1456年） -　リッチモンド伯、ヘンリー7世の父。マーガレット・ボーフォート（サマセット公ジョン・ボーフォートの娘）の夫。
- ジャスパー（1431年頃 - 1495年） - 次男。ペンブルック伯、ベッドフォード公。
- オウエン（またはエドワード） - 三男。
- マーガレット（またはタシナ）